# Boinae
Boinae é uma subfamília do grupo de serpentes Boidae. Ela é encontrada no Centro e no Sul da América, na África e no sudeste da Ásia. Cinco gêneros compreendendo 28 espécies são reconhecidos atualmente. Os membros dessa família são chamados de Boíneos ou Boas.

## Alcance geográfico
Encontradas no Centro e no Sul da América, na África, em Madagascar, na Ilha da Reunião, em Mauritius, nas Ilhas Maluku e na Nova Guiné.

## Gêneros
| Gênero    | Autor do Táxon | Espécies | Subespécies.* | Nome comum                 | Alcance geográfico |
| --------- | -------------- | -------- | ------------- | -------------------------- | --- |
| Boa       | Linnaeus, 1758 | 4        | 9             | Boas                       | México, América Central, América do Sul, Madagascar e Ilha da Reunião. |
| Candoia   | Gray, 1842     | 4        | 2             | Boas com focinho enviezado | De Samoa e de Tokelau, passando pelo oeste da Melanésia, até Nova Guiné e Ilhas Maluku. |
| Corallus  | Daudin, 1803   | 7        | 2             | Boas arbóreas neotropicais | América Central, América do Sul e Caribe. Na América Central elas ocorrem em Honduras, no leste da Guatemala, ao longo da Nicarágua, da Costa Rica e do Panamá. O alcance na América do Sul inclui o oeste da Colômbia e do Equador, assim como a Bacia do rio Amazonas da Colombia, do Equador, de Peru e do norte da Bolívia, pelo Brasil até Venezuela, Ilha Margarita, Trinidad, Tobago, Guiana, Suriname e Guiana Francesa. No oeste do Caribe são encontradas na Ilha de São Vicente e em Granadinas (Bequia Island, Ile Quatre, Baliceaux, Mustique, Canouan, Maryeau, União da Ilha, em Carriacou), em Grenada e nas Ilhas de Barlavento (Pequenas Antilhas). |
| Epicrates | Wagler, 1830   | 10       | 21            | Boas arco-íris             | Sul da América Central, passando pela América do Sul até a Argentina, assim como as ilhas do Caribe. |
| Eunectes  | Wagler, 1830   | 3        | 1             | Sucuris / Anacondas        | América do Sul Tropical, da Colômbia e da Venezuela até o sul da Argentina. |

Gênero tipo: Boa - Linnaeus, 1758

## Taxonomia
Algumas fontes também consideram os gêneros Acrantophis e Sanzinia, que aqui são sinônimos do gênero Boa. O extinto gênero Titanoboa compreendeu a maior espécie de serpente conhecida.

## Leitura complementar
- Kluge AG. 1991. Boine Snake Phylogeny and Research Cycles. Misc. Pub. Museum of Zoology, Univ. of Michigan No. 178. PDF at University of Michigan Library. Accessed 8 July 2008.